# Robert Östling
Robert Östling, född 12 september 1977, är professor i nationalekonomi vid Handelshögskolan i Stockholm.
År 2003 avlade Östling masterexamen i nationalekonomi vid Handelshögskolan i Stockholm och disputerade vid samma skola 2008 med avhandlingen Bounded Rationality and Endogenous Preferences. Delar av doktorandstudierna tillbringade Östling som gästforskare vid California Institute of Technology. Efter sin doktorsexamen började Östling som forskare vid Institutet för internationell ekonomi vid Stockholms universitet där han verkade fram till år 2018 då han återvände till Handelshögskolan i Stockholm.
Hösten 2008 fick Östling i uppdrag av regeringskansliet att sammanställa en kunskapsöversikt över utvecklingen inom nationalekonomi avseende  konsumenternas  villkor  och  förutsättningar  på  olika  marknader. År 2009 tilldelades han Arnbergska priset av Kungliga Vetenskapsakademien.
Östling är också en av grundarna av nationalekonomibloggen Ekonomistas.se och medlem i Nätverket för Evidensbaserad Policy.
Östling var mellan 2005 och 2006 ordförande för Socialdemokratiska ekonomklubben (SEK) på Handelshögskolan, en förening i Socialdemokratiska studentförbundet. Östling var en del av Socialdemokraternas forskningskommission och medförfattare till Arbetsmarknadsreformer för jobb och välfärd.